# Mailson Lima
Mailson Lima Duarte Lopes, noto semplicemente come Mailson Lima (L'Aia, 29 maggio 1994), è un calciatore olandese naturalizzato capoverdiano, centrocampista del Persib.

## Statistiche

### Presenze e reti nei club
Statistiche aggiornate al 10 ottobre 2018.
| Stagione                 | Squadra                  | Campionato               | Campionato | Campionato | Coppe nazionali | Coppe nazionali | Coppe nazionali | Coppe continentali | Coppe continentali | Coppe continentali | Altre coppe | Altre coppe | Altre coppe | Totale | Totale | Totale |
| Stagione                 | Squadra                  | Comp                     | Pres       | Reti       | Comp            | Pres            | Reti            | Comp               | Pres               | Reti               | Comp        | Pres        | Reti        | Pres   | Reti   |        |
| ------------------------ | ------------------------ | ------------------------ | ---------- | ---------- | --------------- | --------------- | --------------- | ------------------ | ------------------ | ------------------ | ----------- | ----------- | ----------- | ------ | ------ | ------ |
| 2016-2017                | Fortuna Sittard          | ED                       | 1          | 0          | CO              | 0               | 0               | -                  | -                  | -                  | -           | -           | -           | 1      | 0      |        |
| 2017-gen. 2018           | Dordrecht                | ED                       | 16         | 5          | CO              | 1               | 0               | -                  | -                  | -                  | -           | -           | -           | 17     | 5      |        |
| gen.-giu. 2018           | Viitorul Costanza        | Liga I                   | 3+5        | 0          | CR              | -               | -               | UCL+UEL            | -                  | -                  | -           | -           | -           | 8      | 0      |        |
| 2018-2019                | Viitorul Costanza        | Liga I                   | 6          | 0          | CR              | 0               | 0               | UEL                | 4                  | 0                  | -           | -           | -           | 10     | 0      |        |
| Totale Viitorul Costanza | Totale Viitorul Costanza | Totale Viitorul Costanza | 14         | 0          |                 | 0               | 0               |                    | 4                  | 0                  |             | -           | -           | 18     | 0      |        |
| Totale carriera          | Totale carriera          | Totale carriera          | 31         | 5          |                 | 1               | 0               |                    | 4                  | 0                  |             | -           | -           | 36     | 5      |        |

## Palmarès

### Club

#### Competizioni nazionali
- Campionato armeno: 2

Ararat-Armenia: 2018-2019, 2019-2020
- Supercoppa d'Armenia: 1

Ararat-Armenia: 2019